# Леза
Леза (італ. Lesa, п'єм. Lesa) — муніципалітет в Італії, у регіоні П'ємонт, провінція Новара.
Леза розташована на відстані близько 540 км на північний захід від Рима, 110 км на північний схід від Турина, 45 км на північ від Новари.
Населення — 2273 особи (2014).
Щорічний фестиваль відбувається 11 листопада. Покровитель — святий Мартин.

## Фраціоні
- Калонья
- Комнаґо
- Сольчо
- Вілла Леза

## Сусідні комуни
- Бельджирате
- Бровелло-Карпуньїно
- Іспра
- Массіно-Вісконті
- Меїна
- Неббьюно
- Ранко
- Стреза

## Демографія
Населення за роками:

Станом на 1 січня 2023 року в муніципалітеті офіційно проживало 199 іноземців з 35 країн, серед них 30 громадян країн Євросоюзу та 15 громадян України.